# Apremont (Oise)
Apremont ist eine französische Gemeinde mit 638 Einwohnern (Stand 1. Januar 2022) im Département Oise in der Region Hauts-de-France. Sie gehört zum Arrondissement Senlis, zum Kanton Chantilly und zum Gemeindeverband Aire Cantilienne. Die Einwohner nennen sich Apremontois oder Apremontoises.

## Lage
Die Gemeinde Apremont liegt im Regionalen Naturpark Oise-Pays de France, 50 Kilometer nördlich des Pariser Stadtzentrums, zwischen den jeweils nur drei Kilometer entfernten Städten Creil, Senlis und Chantilly und ist vom Wald von Halatte (im Osten) und vom Wald von Chantilly (im Westen) umgeben, die rund die Hälfte der Gemeindegemarkung einnehmen. Der Militärflugplatz Creil liegt zum Teil im Gemeindegebiet Apremonts.

## Bevölkerungsentwicklung
| Jahr                       | 1962 | 1968 | 1975 | 1982 | 1990 | 1999 | 2011 | 2021 |
| -------------------------- | ---- | ---- | ---- | ---- | ---- | ---- | ---- | ---- |
| Einwohner                  | 603  | 662  | 785  | 861  | 862  | 813  | 705  | 640  |
| Quellen: Cassini und INSEE |      |      |      |      |      |      |      |      |

## Sehenswürdigkeiten
- Kirche Saint-Martin
- Steintisch aus dem 18. Jahrhundert (Monument historique)

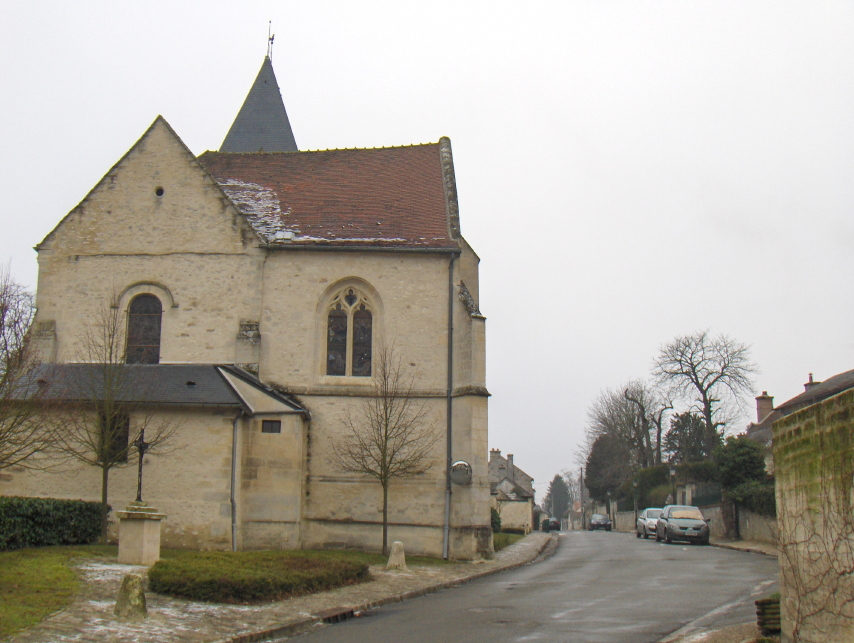
Kirche Saint-Martin
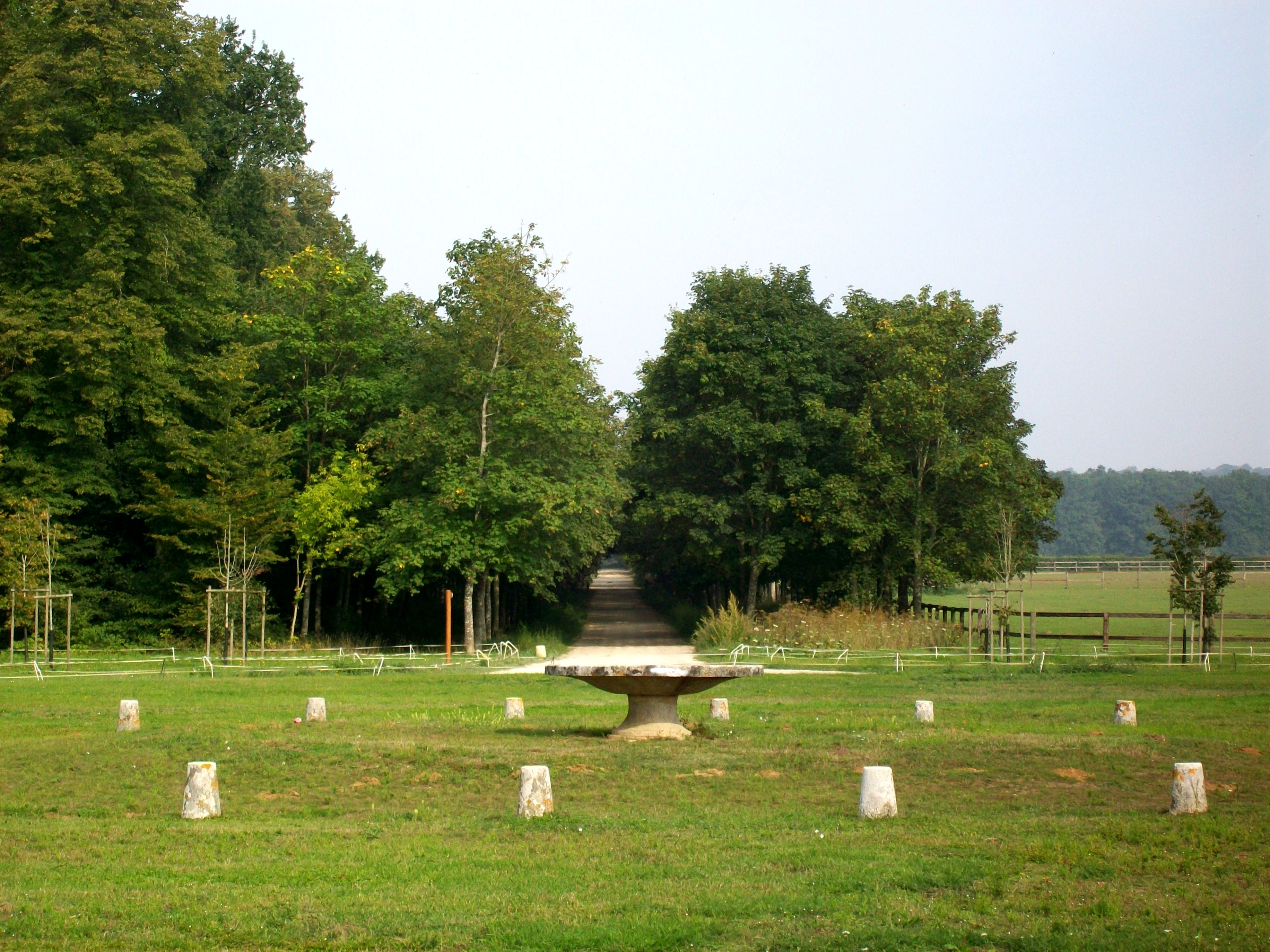
Steintisch
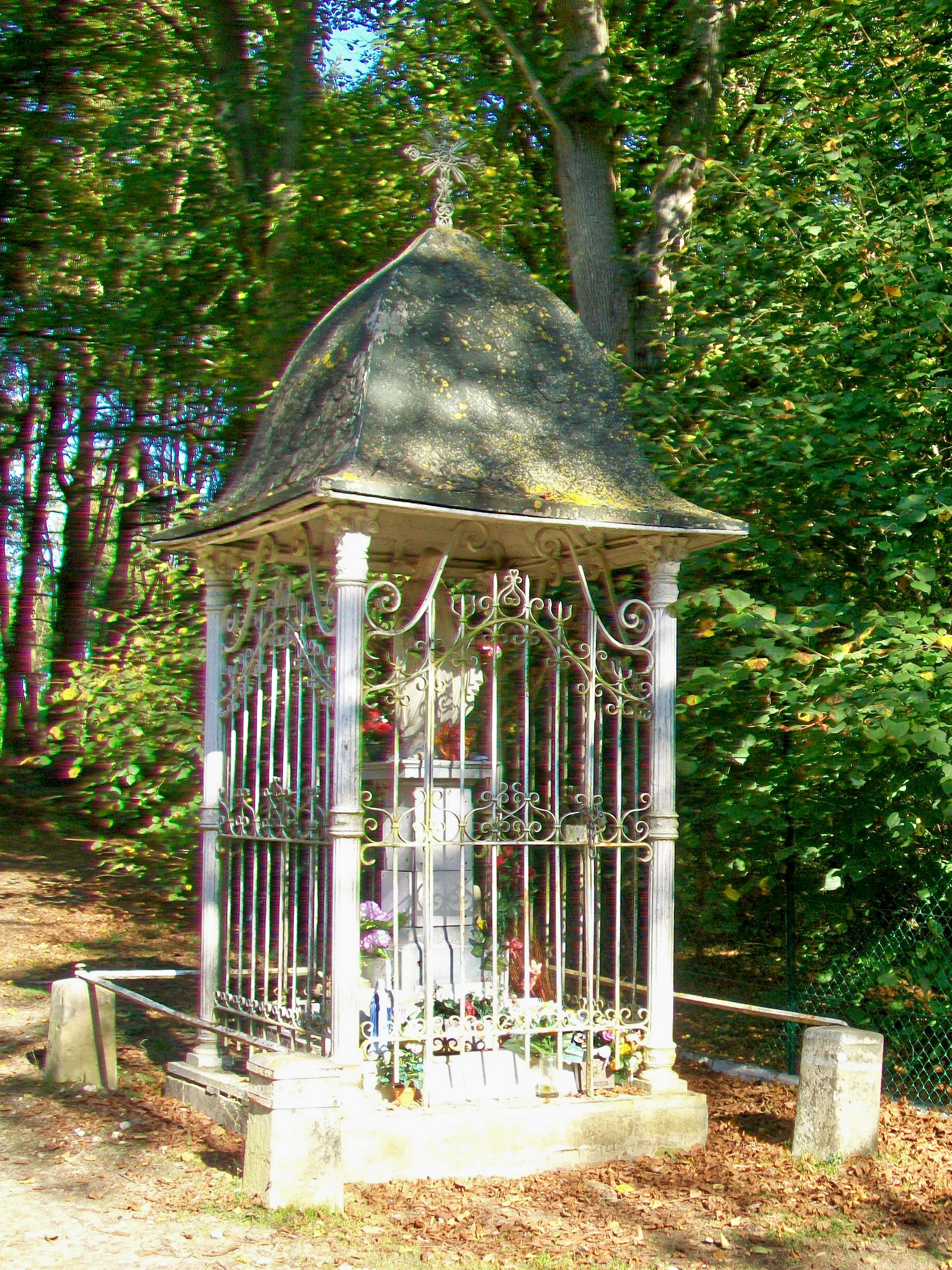
Oratorium Notre-Dame-de-la-Côte
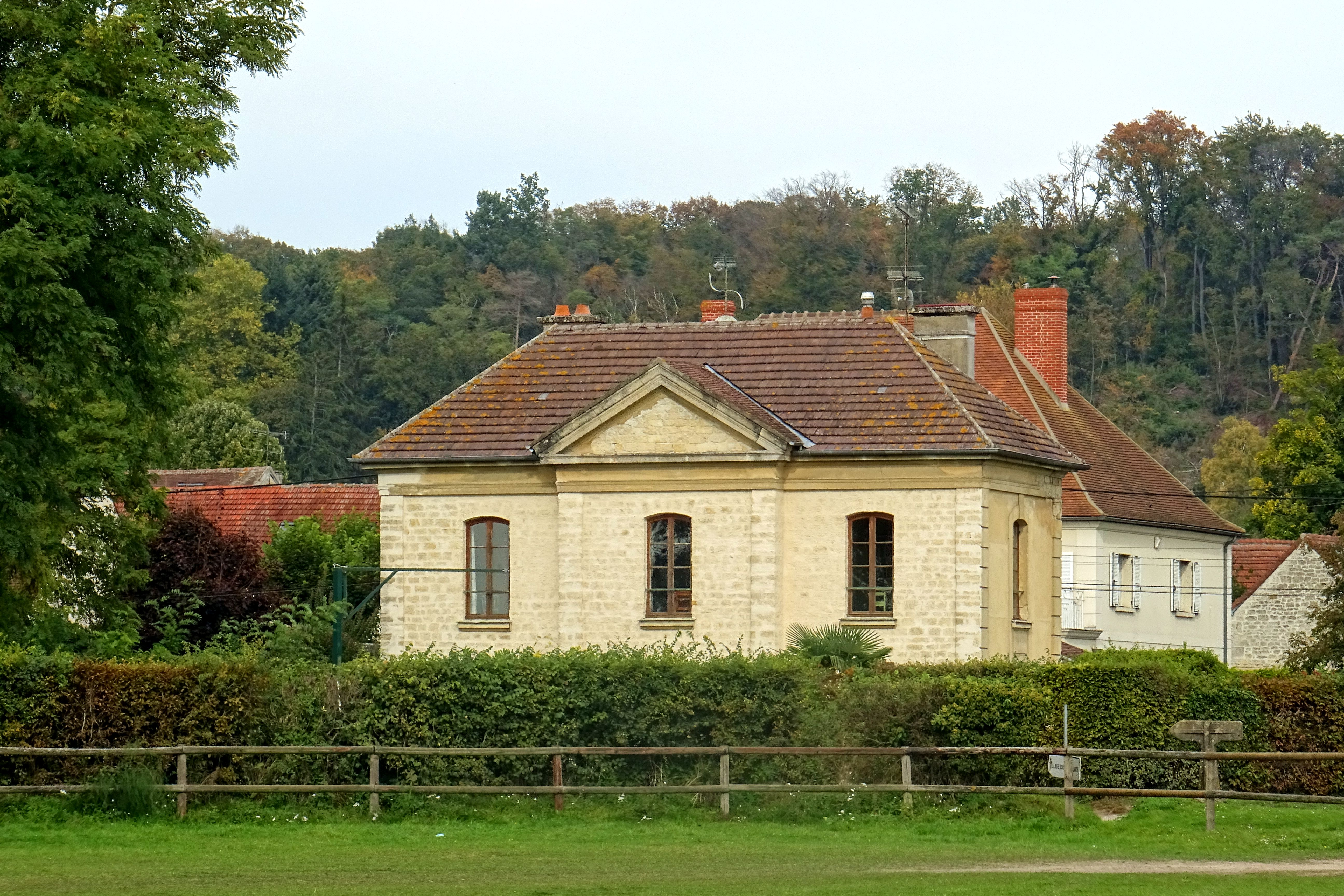
Jagdschloss